# Aegomorphus comptus
Aegomorphus comptus es una especie de escarabajo longicornio del género Aegomorphus,  subfamilia Lamiinae. Fue descrita científicamente por Marinoni & Martins en 1978.
Se distribuye por América del Sur, en Bolivia y Brasil. Mide 13,2-14,7 milímetros de longitud.